# Groninger
Der Groninger ist eine niederländische Pferderasse, die eine bedeutende Zuchtgrundlage für das Niederländische Warmblut darstellt. Zusammen mit dem Gelderländer hat es viele niederländische Rassen beeinflusst. In seiner ursprünglichen Form eines robusten Arbeits- und Landwirtschaftspferdes ist es kaum noch zu finden. Es wird heutzutage mehr als grobschlächtiges Kutschpferd verwendet.
Hintergrundinformationen zur Pferdebewertung und -zucht finden sich unter: Exterieur, Interieur und Pferdezucht.

## Exterieur

### Allgemeiner Typ
Der Groninger ist im Allgemeinen ein schweres Warmblut, das dem Ostfriesen und dem Alt-Oldenburger ähnelt. Er ist eng mit dem aus der benachbarten Provinz stammendem Gelderländer verwandt.

### Einflüsse auf das Exterieur
Der Friese gab eine genügende Knochenstärke als Basis mit, das Arabisches Vollblut und der (dänische) Oldenburger sorgten für genügenden Adel.

### Körperbau
Der Groninger besitzt einen ausdrucksvollen, groben Kopf mit langen Ohren und konvexer (nach außen gewölbter) Nasenlinie. Der mittellange und kräftig bemuskelte Hals ist hochaufgesetzt und breit an der Basis. Der breite und sowieso schon schwach ausgeprägte Widerrist verschwindet fast vollständig in der kräftig entwickelten Rückenmuskulatur. Der gut bemuskelten und genügend langen Schulter mangelt es an oftmals Schräge. Der zur Länge tendierende Rücken mit beachtlicher Gurttiefe mündet in einer breiten und geraden Kruppe mit hohem Schweifansatz. Das starke und relativ trockene Fundament ist vorne oft leicht vorständig und an den Hintergliedmaßen herausgestellt. Es ist mit robusten Gelenken, keinem oder nur sehr geringfügig ausgeprägtem Kötenbehang und einer eher kurzen Fesselung ausgestattet. Die Hufe sind groß und rundlich, dabei gut geformt.

### Stockmaß
Um eingetragen zu werden, muss ein Groninger-Hengst eine Widerristhöhe von mindestens 1,60 m, eine Groninger-Stute von 157 cm besitzen.

### Farbgebung
Der Groninger kommt in allen Grundfarben mit Ausnahme von Falben vor. Überwiegend sind dunkelbraune und rappfarbene Pferde anzutreffen.

### Gewicht
Weibliche Rassevertreter wiegen ungefähr 600 kg, Hengste circa 650 kg.

## Interieur
Der leistungsbereite Groninger ist ein leichtrittiges Pferd mit einem gutmütigem, frommen Charakter und einen ruhigen, ausgeglichenem Temperament.

## Gangarten
Der Groninger besitzt einen raumgreifenden und energischen Schritt. Der Trab ist fahrpferdetypisch rund und zeigt eine gewisse Knieaktion, zudem ist der Hinterhandantritt aktiv. Im Galopp wirkt der Groninger oftmals etwas schwerfällig. Die Spinganlagen sind oftmals überdurchschnittlich.

## Verwendung
Der Groninger wird meist als Fahr- und Freizeitpferd verwendet. Kreuzungsprodukte zwischen Groningern und Vollblütern liefern gute Sportpferde mit weitaus überdurchschnittlichen Springanlagen.

## Zuchtgeschichte

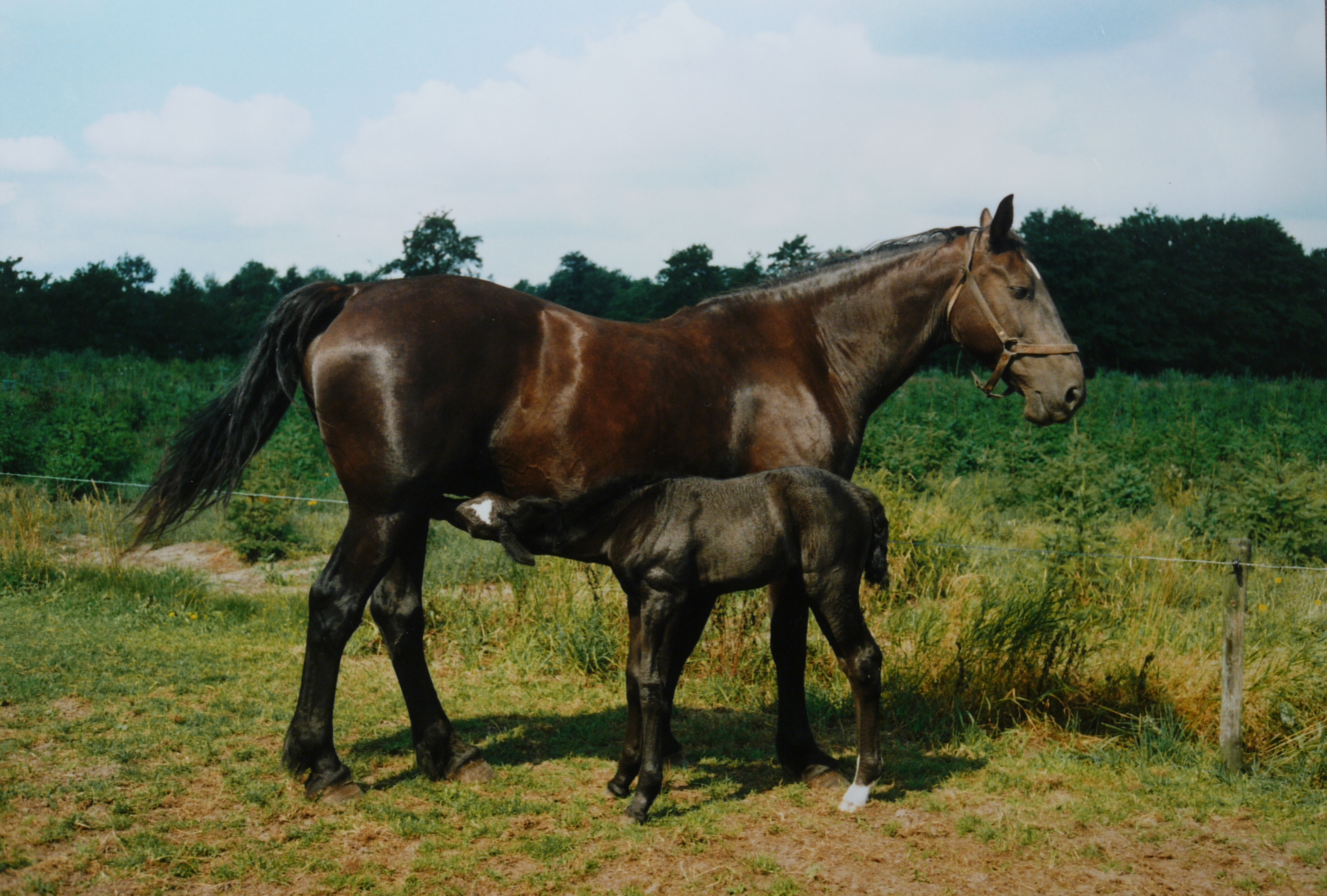
Groninger Zuchtstute

Der Groninger stammt von nordischen Pferden ab, die jahrhundertelang an der Nordküste der Länder Niederlande, Deutschland und Dänemark gezüchtet wurden. Um 1870 wurden in die niederländische Pferdepopulation Hengste, die aus Ostfriesland und Oldenburg stammten, eingekreuzt. Etwa ein Jahrzehnt später begann man mit der Führung eines Zuchtbuchs. Bis zum Ersten Weltkrieg züchtete man einen kalibrigen, schweren, aber gleichzeitig auch edlen Karossier, dann schwankte man auf einen schweren Warmblutpferdetyp für landwirtschaftliche Zwecke um, da durch das Automobil der „Luxuskarossier“ verdrängt und in der Landwirtschaft schwere Pferde benötigt wurden.
Damals hatte der Hengst Gambo großen Einfluss auf die Zucht, er lieferte in Groningen über 60 gekörte Hengste. Mittlerweile ist von dem ehemals einflussreichem Hengst nur noch wenig zu spüren.
Nach dem Zweiten Weltkrieg schritt die Motorisierung in der Landwirtschaft voran, weshalb die schweren Arbeitspferde nicht mehr benötigt wurden. Die Bestandszahlen und Neueintragungen gingen zurück, wie die folgende Tabelle zeigt:
| Zuchtverband                                                                                      | Abkürzung | Neueintragungen von Stuten 1948 | Neueintragungen von Stuten 1958 |
| ------------------------------------------------------------------------------------------------- | --------- | ------------------------------- | ------------------------------- |
| Vereinigung zur Förderung der Zucht eines landwirtschaftlichen Arbeitspferdes in den Niederlanden | VLN       | 1100                            | 800                             |
| Nord-Niederländisches Warmblutpferde-Stammbuch                                                    | NWP       | 500                             | 500                             |
| gesamt                                                                                            |           | 1600                            | 1300                            |

Aufgrund des Zuchtrückgangs und der ansteigenden Popularität des Turniersports entschied man sich, Sportpferde-Warmblüter zu züchten. Man verwendete Holsteiner, Trakehner und vor allem Englische Vollblüter. Da in den Niederlanden die Population von Englischen Vollblütern als winzig zu bezeichnen war, war man stark auf importierte Hengste angewiesen (eine große Ausnahme war der in den Niederlanden geborene Springvererber Lucky Boy), wegen der schlechten finanziellen Lage stammten sie aber aus unteren Rennklassen. Im Herbst 1951 trafen 17 Holsteiner-Stuten in Groningen ein. Die Stute Morgenstern (v. Gabriel – Lorentin, Stamm 1907, geb. 1949) leitete über ihren von 1958 bis 1966 in der Zucht stehenden Sohn Sinaeda (v. Camillus), der dem teils knüppelig wirkendem Gambo-Typ mehr Bewegung und Riss verlieh. 1963 wurden drei veredelte Holsteiner-Hengste, Farn (v. Fax I – Monarch, Stamm 18b1, geb. 1959), Porter (v. Polarfürst (Trakehner) – Heimburg, Stamm 884, geb. 1959) und Polaris (ehemals Pol)(v. Polarfürst (Trakehner) – Lopshorn, Stamm 1332, geb. 1959) importiert. Da sich die Nachfrage aber nach spezialisierten Reitpferden richtete, drohte das vielseitige Groninger Pferd zu verschwinden.
Die Rassen Gelderländer und Groninger verschwammen immer mehr und die Bestandszahlen gingen stetig zurück. 1969 wurden vom NWP zur Decksaison 15 mehr oder weniger reingezogene Groninger- und fünf Gelderländer-Groninger-Mix-Hengste aufgestellt. Beim VLN wurden zwei reine und ein Gelderländer-Groninger-Mix-Hengst zur Verfügung gestellt. Aus dieser Hengstpopulation von 23 Exemplaren waren 1977 nur noch zwei übrig: der halb Gelderländer und halb Groninger-Hengst Commandant und der Hengst Baldewijn, der zu 25 % Gelderländer und zu 75 % Groninger war. Im Herbst desselben Jahres wurde Baldewijn als letzter Groninger abgekört. Dank der „Stichting Zeldzame Huisdierrassen“ (übersetzt Stiftung zur Erhaltung seltener Haustierrassen) konnte der damals fünfzehnjährige Hengst vor dem Schlachter gerettet werden. Des Weiteren wurden möglichst viele Groninger-Stuten gesucht, um die alte Rasse mit einer möglichst breiten Zuchtbasis und wenig Inzucht zu rekonstruieren.
Es kam im Februar 1982 zwecks der Zuchtorganisation die Züchtervereinigung für das Groninger Pferd (Het Groninger Paard) zustande.

## Bestand
Die abnehmende Population beträgt laut der Datenbank DAD-IS 449 - 900 Exemplare. Davon stehen 449 Stuten im Zuchteinsatz. Der Bestand wird als „gefährdet“ eingestuft.
Der Verein Het Groninger Paard gibt an, dass derzeit um die 1.500 Groninger existieren.

## Galerie

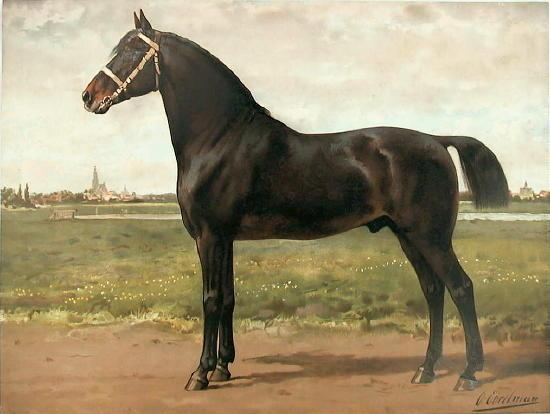
Groninger gemalt von Otto Eerelman im Jahr 1898, aus dem Paardenrassen Kunstalbum
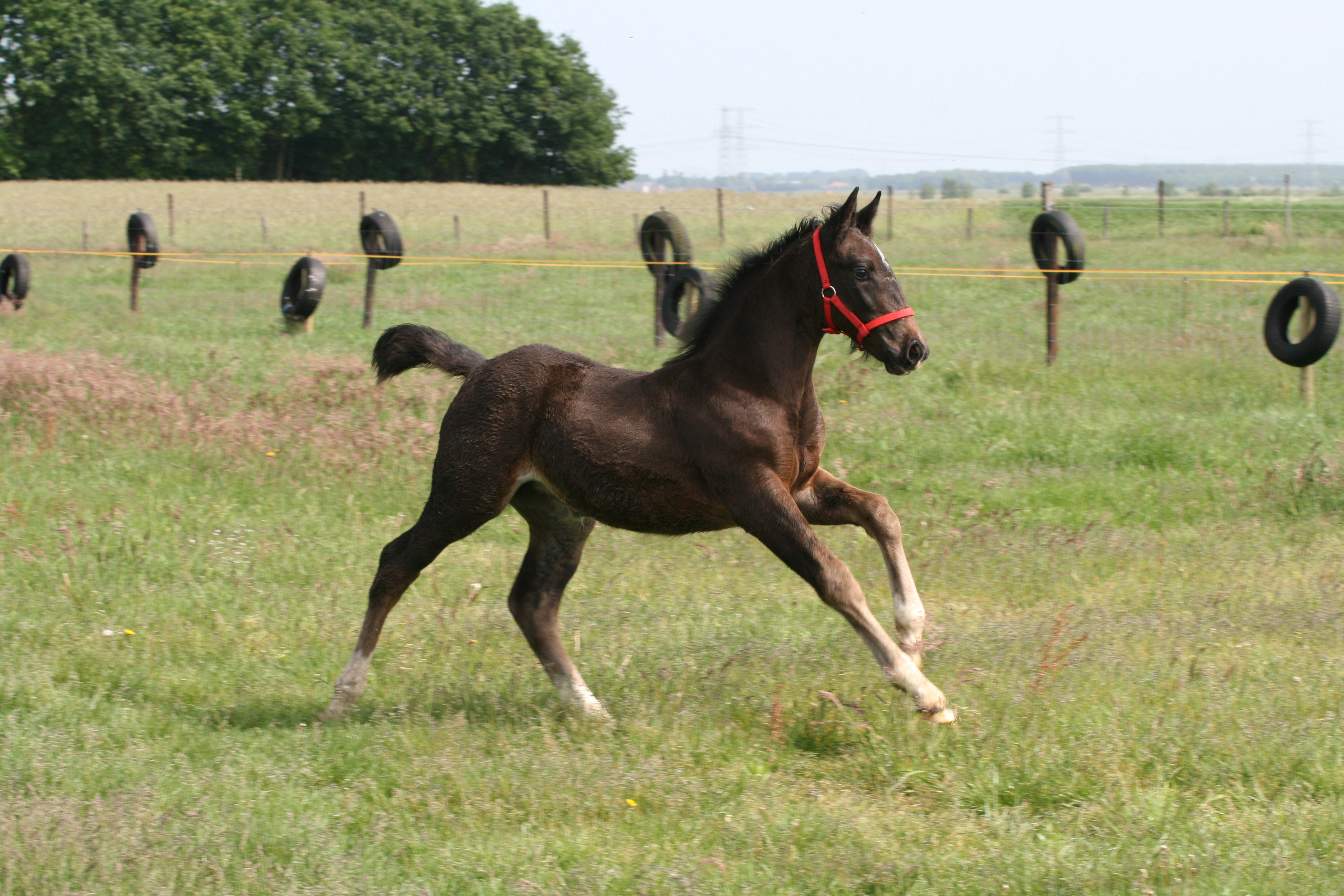
Groninger-Fohlen im Galopp
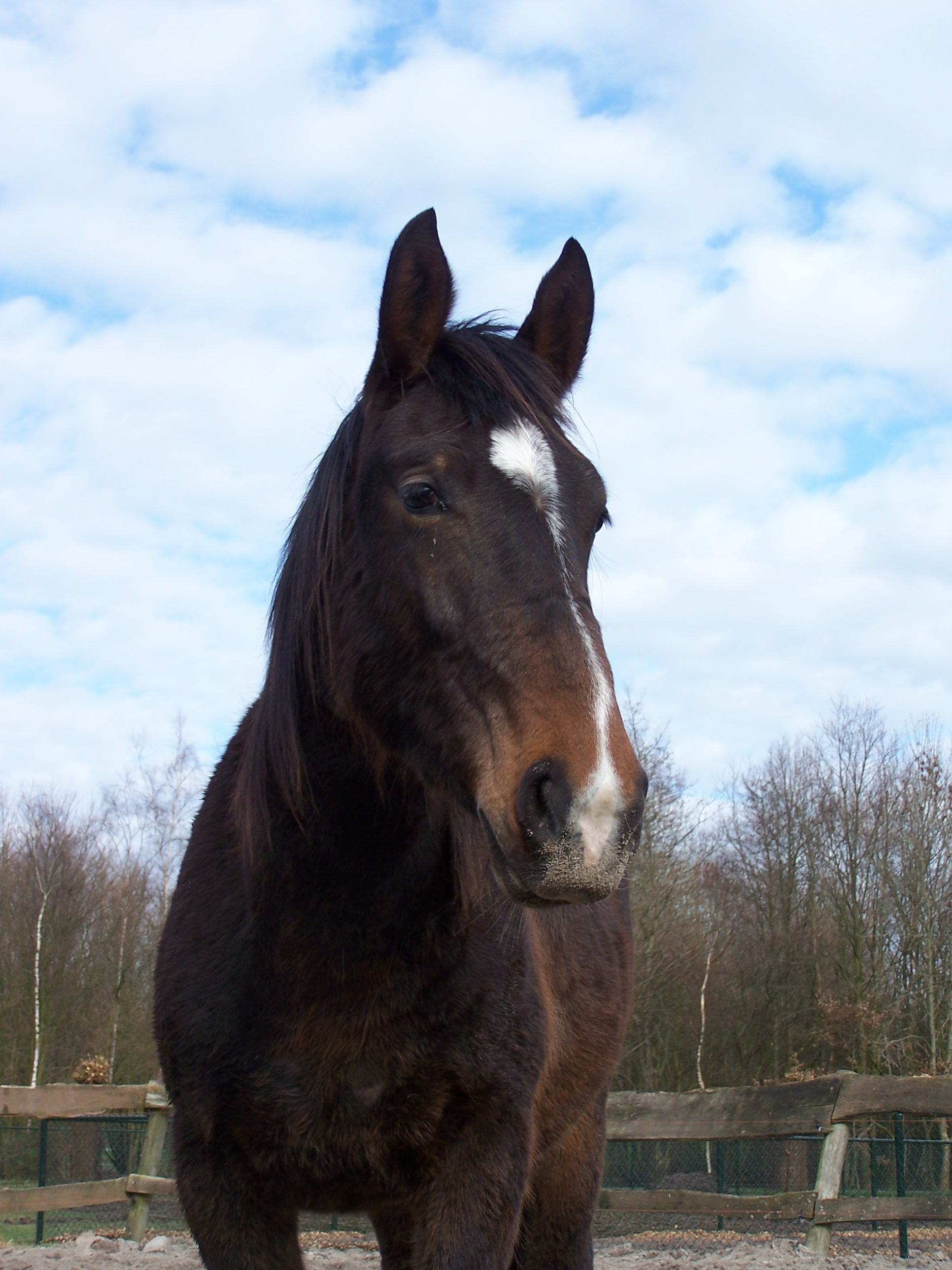
Kopfstudie einer Groninger-Stute. Schon anhand dieser wenigen Bilder wird klar, dass neben Rappen insbesondere Dunkelbraune vorherrschen.